# Erica fausta
Erica fausta är en ljungväxtart som beskrevs av Richard Anthony Salisbury. Erica fausta ingår i släktet klockljungssläktet, och familjen ljungväxter. Inga underarter finns listade i Catalogue of Life.